# Очеретянка вусата
Очеретянка вусата (Melocichla mentalis) — вид горобцеподібних птахів родини Macrosphenidae.

## Поширення
Вид поширений в Субсахарській Африці. Трапляється вологих саванах та акацієвих рідколіссях.

## Опис
Дрібний птах, завдовжки 18-20 см. Оперення коричневого забарвлення, світліше на горлі, грудях і череві. Хвіст темнокоричневий. Має білі брови та чорні вуса.

## Підвиди
- Melocichla mentalis amaurourus (Pelzeln, 1883)
- Melocichla mentalis incanus (Diesselhorst, 1959)
- Melocichla mentalis luangwae (Benson, 1958)
- Melocichla mentalis mentalis (Fraser, 1843)
- Melocichla mentalis orientalis(Sharpe, 1883)